# 大貫妙子トリビュート・アルバム -Tribute to Taeko Onuki-
『大貫妙子トリビュート・アルバム -Tribute to Taeko Onuki-』（おおぬきたえこトリビュート・アルバム トリビュート・トゥ・たえこ おおぬき）は、大貫妙子のデビュー40周年を記念して企画され、多数のアーティストが大貫の楽曲をカヴァーした2枚組のトリビュート・アルバム。2013年12月18日にエイベックス・エンタテインメント内の音楽レーベルcommmonsからリリースされた。

## 概要
大貫をリスペクトする多くのアーティストが世代を超え集結したトリビュート・アルバム。Disc-1には、今作の為に新たにレコーディングされた楽曲が収録され、Disc-2は、これまでに数多のアーティストによってカヴァーされた楽曲の中からセレクトされている。
Disc-1には、岡村靖幸+坂本龍一、高橋幸宏と鈴木慶一によるユニットTHE BEATNIKS、奥田民生、宮沢和史、松任谷由実、KIRINJI、ハナレグミなど多彩な顔ぶれによる新録音のカバー曲が収められた。松任谷由実によるカヴァー「色彩都市」では、松任谷が旧姓の荒井由実として活動していた頃に作品のサウンド・プロデュースと演奏を務めていたキャラメル・ママ（細野晴臣・鈴木茂・林立夫・松任谷正隆）が参加している。
Disc-2には、竹内まりや、大橋トリオがそれぞれカバーした「突然の贈りもの」、矢野顕子の「海と少年」、薬師丸ひろ子、原田知世がカバーした「色彩都市」、土岐麻子が歌った「都会」のほか、今作で初CD化となるRAJIE「風の道」など、貴重な音源も収録されている。
当初11月27日のリリースを予定していたが、諸事情により12月18日へ延期された。

## 収録曲
全作詞作曲：大貫妙子（特記以外）

### Disc-1
1. 都会 (Vocal: 岡村靖幸+坂本龍一)［4:49］
プロデュース: 岡村靖幸 / 編曲: 岡村靖幸・坂本龍一
2. LABYRINTH (Vocal: THE BEATNIKS)［4:36］
プロデュース・編曲: THE BEATNIKS（高橋幸宏＋鈴木慶一）
3. ピーターラビットとわたし (Vocal: やくしまるえつこ)［3:46］
プロデュース・編曲: やくしまるえつこ
4. 黒のクレール (Vocal: KIRINJI)［6:08］
プロデュース: 堀込高樹 / 編曲: KIRINJI
5. Happy-go-Lucky (Vocal: ハナレグミ)［3:56］
プロデュース: 土生”Tico”剛、市原”icchie”大資、YOSSY and 永積崇
6. What to do 'cause love you (Vocal: Salyu×小林武史)［6:09］
プロデュース・編曲: 小林武史
7. 夏色の服 (Vocal: 宮沢和史)［3:14］
プロデュース・編曲: 鶴来正基 / ストリングス編曲: 土屋玲子
8. Rain (Vocal: 寺尾紗穂)[注釈 1]［5:32］
プロデュース: 寺尾紗穂 / 編曲: 寺尾紗穂、あだち麗三郎、関口将史
9. 突然の贈りもの (Vocal: 奥田民生)［5:05］
編曲: 奥田民生
10. 色彩都市 (Vocal: 松任谷由実 with キャラメル・ママ)［3:42］
編曲: キャラメル・ママ

### Disc-2
1. 突然の贈りもの (Vocal: 竹内まりや)［5:06］
編曲: 告井延隆
2. 風の道 (Vocal: RAJIE)［4:01］
編曲: 坂本龍一
3. 海と少年 (Vocal: 矢野顕子)［3:44］
編曲: 坂本龍一
4. 横顔 (Vocal: EPO)［3:52］
編曲: 乾裕樹
5. 色彩都市 (Vocal: 薬師丸ひろ子)［3:51］
編曲: 井上鑑
6. 夏に恋する女たち (Vocal: 中谷美紀)［4:14］
編曲: 前田和彦、星野英和、坂本龍一
7. 蜃気楼の街 (Vocal: 山弦)［3:48］
編曲: 山弦
8. 色彩都市 (Vocal: 原田知世)［3:48］
編曲: 伊藤ゴロー
9. 都会 (Vocal: 土岐麻子)［6:53］
編曲: 渡辺シュンスケ
10. 突然の贈り物 (Vocal: 大橋トリオ)［4:59］
編曲: 大橋トリオ
11. 3びきのくま (Vocal: 青葉市子)［4:37］
作曲：坂本龍一 / 編曲：青葉市子

## 参加ミュージシャン

### Disc-1
| 都会 - 岡村靖幸: Whatever - 坂本龍一: Keyboards - 白石元久: System Manipulation & Others LABYRINTH - 高橋幸宏: Drums, Acoustic Guitar, Electric Guitar, Keyboards, Rhythm Sequence, Vocal - 鈴木慶一: Electric Guitar, Acoustic Guitar, Keyboards, Vocal - ゴンドウトモヒコ: Pianica, Computer Programming and Editing ピーターラビットとわたし - やくしまるえつこ: Vocal, Chorus - 永井聖一: Guitar - 吉田匡: Bass - 山口元輝: Drums - Jimanica: Programming 黒のクレール - 堀込高樹: Lead Vocal, Gut Guitar - 田村玄一: Vocal, Steel Pan & Pedal Steel - コトリンゴ: Vocal & Acoustic Piano - 弓木英梨乃: Vocal, Electric Guitar - 千ケ崎学: Vocal, Contrabass - 楠均: Vocal, Drums & Toys Happy-go-Lucky - 永積崇: Vocal, Guitar, Background Vocal and Voice Rhythm - 土生”Tico”剛: Steel Pan - 市原”icchie”大資: Trombone, Trumpet - YOSSY: Keyboards, Glockenspiel, Background Vocal | What to do 'cause love you - 小林武史: Keyboards - 名越由貴夫: Guitar - キタダマキ: Bass - 椎野恭一: Drums - 安達練: Computer Programming 夏色の服 - 宮沢和史: Vocal - 鶴来正基: Piano - 土屋玲子: 二胡 - 土屋玲子ストリングス: Strings Rain - 寺尾紗穂: Vocal, Acoustic Piano - 関口将史: Cello - あだち麗三郎: A.Sax 突然の贈りもの - 奥田民生: All Instruments and Vocal 色彩都市 - 松任谷由実: Vocals - 細野晴臣: Electric Bass - 鈴木茂: Acoustic & Electric Guitar - 林立夫: Drums - 松任谷正隆: Keyboards |